# Дзеркальний басейн

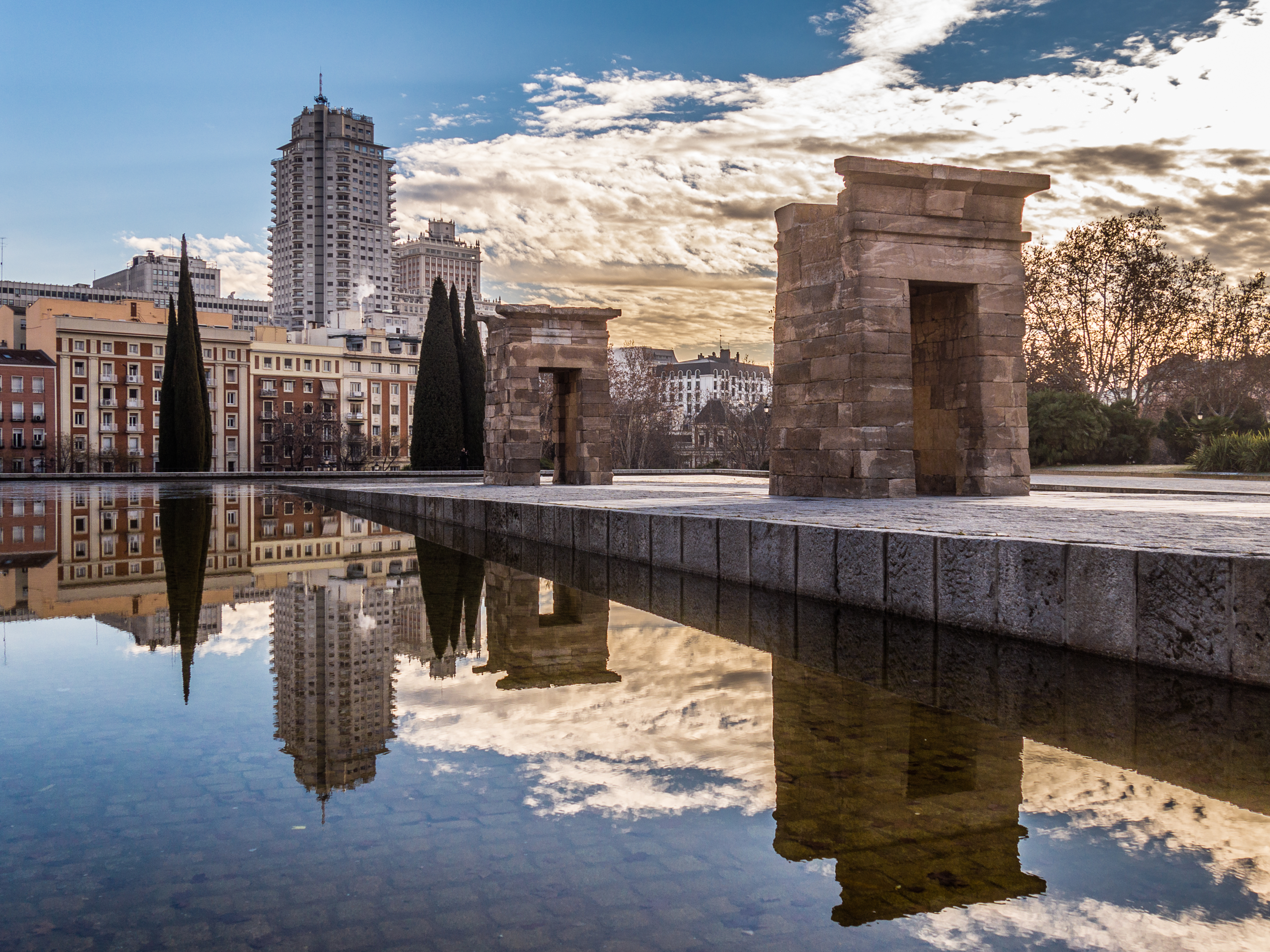
Храм Дебод (Мадрид, Іспанія) у відображені дзеркального басейну саду Парку дель Оесте

Дзеркальний басейн або басейн, що віддзеркалює — це басейн, в якому гладь води відзеркалює навколишнє середовище; зустрічаються в садах, парках та у меморіальних місцях. Зазвичай це неглибокий басейн без фонтану, аби не порушувати водну поверхню. 

## Дизайн
Дзеркальні басейни часто проектують так, аби біля їх бортів дно було дещо глибшим ніж у центрі,  —  це зупиняє утворення хвиль. Бувають абсолютно різних розмірів: від пташиної купальні до головних споруд міста. Походять з давніх перських садів. 

## Список відомих дзеркальних басейнів

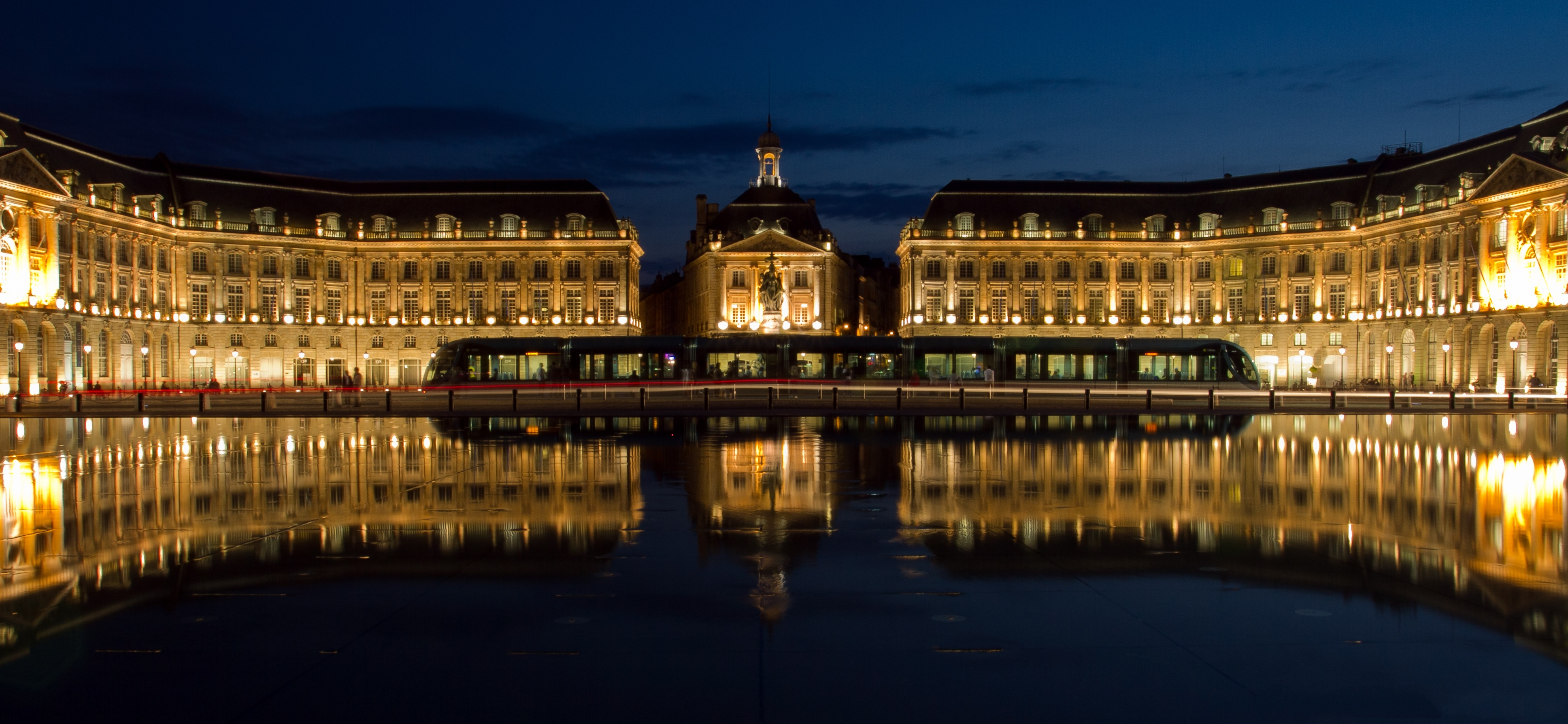
Мірор д'Ау вночі у Бордо, Франція.

- Мірор д'Ау (Водне дзеркало) на Біржовій площі у Бордо, Франція, є найбільшим у світі дзеркальним басейном[1]
- Дзеркальні басейни у Тадж Махаліських садах Моголів в місті Агра, Індія
- Чехель Сотун в Ірані
- Дзеркальний басейн меморіалу Лінкольна і дзеркальний басейн Капітолія, Вашингтон, округ Колумбія
- Дзеркальний басейн Мері Ґіббс і Джессі Джонс, Германн Парк, Х'юстон, Техас, США
- Модерністський Палац Планалту та Палац Алворада, Бразиліа, Бразилія
- Центр Лютера Кінга в Атланті, штат Джорджія, на вшанування пам'яті Мартіна Лютера Кінга
- Національний меморіал міста Оклахома, на місці теракту в Оклахома-Сіті
- Голлівудська чаша в Лос-Анджелесі, штат Каліфорнія, колишній дзеркальний басейн розташовувався перед сценою, близько 1953 - 1972 років[2]
- У Національному меморіалі та музеї 11 вересня, розташованому в Нью-Йорку, на місці, де стояли вежі-близнюки — два дзеркальні басейни.

## Галерея

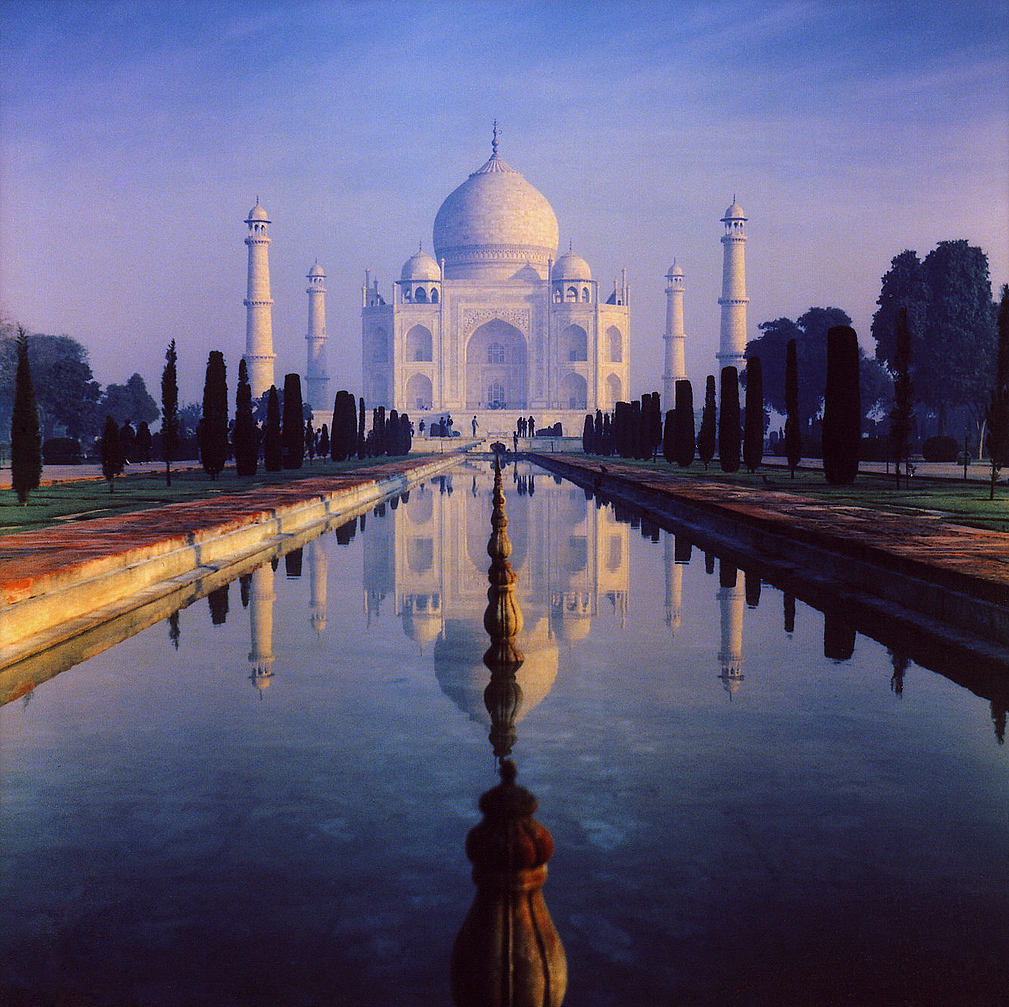
Дзеркальний басейн Тадж-Махалу
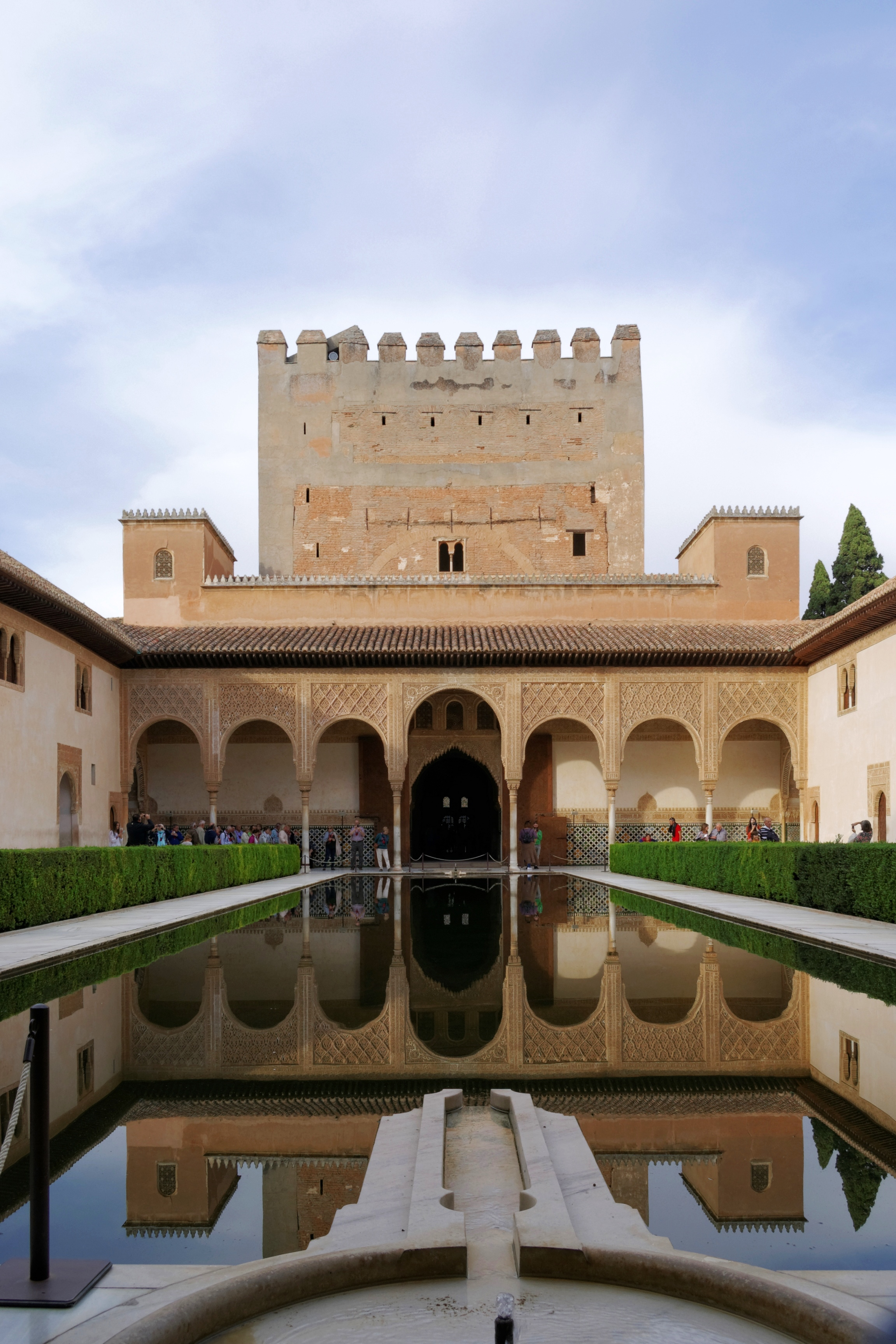
Дзеркальний басейн у Patio de los Arrayanes, в мавританському Альгамбра, Гранада, Іспанія
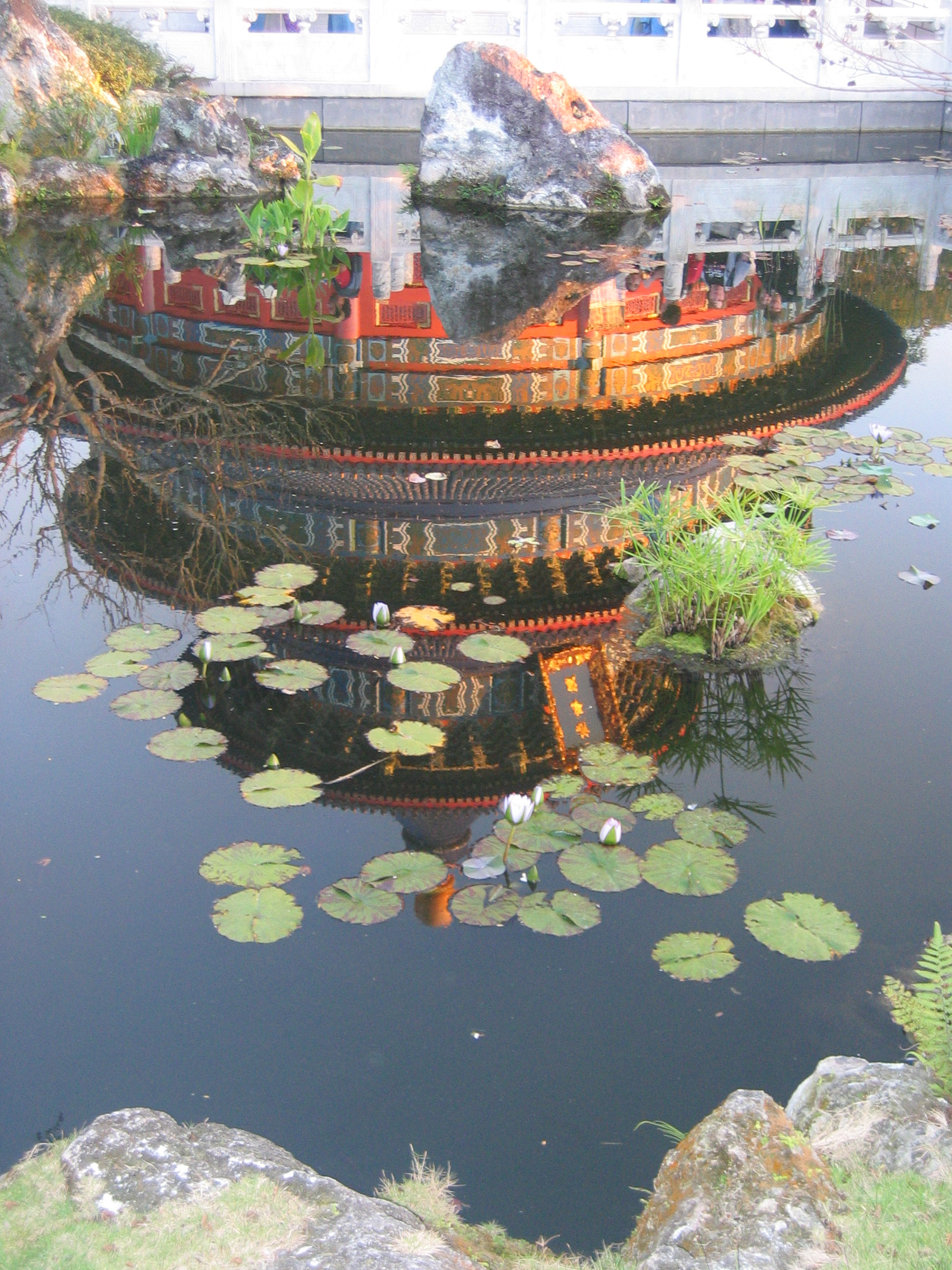
Дзеркальний басейн у Китайському павільйоні, Епкот-Центр, штат Флорида

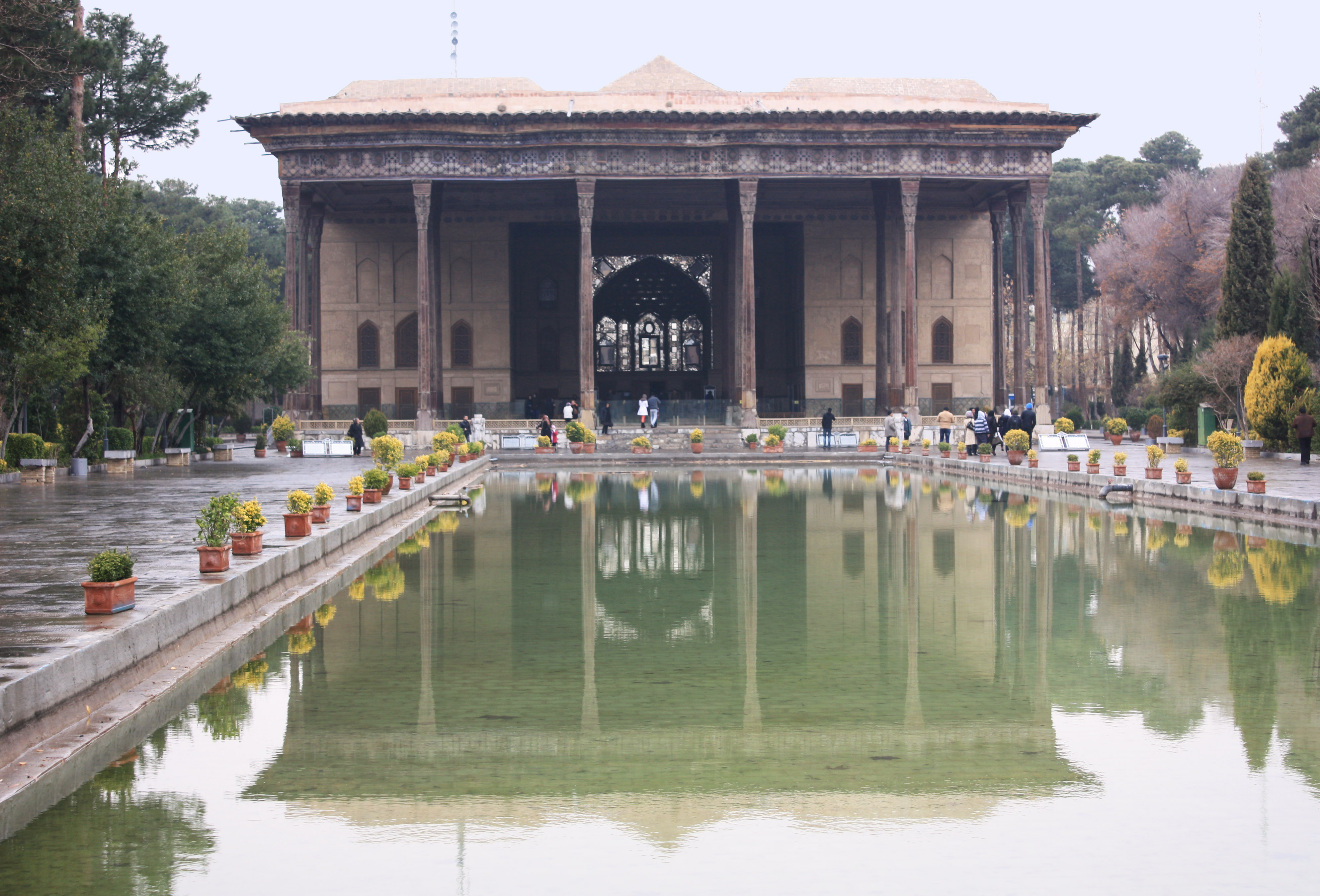
Перські сади, Чехель Сотун, Іран
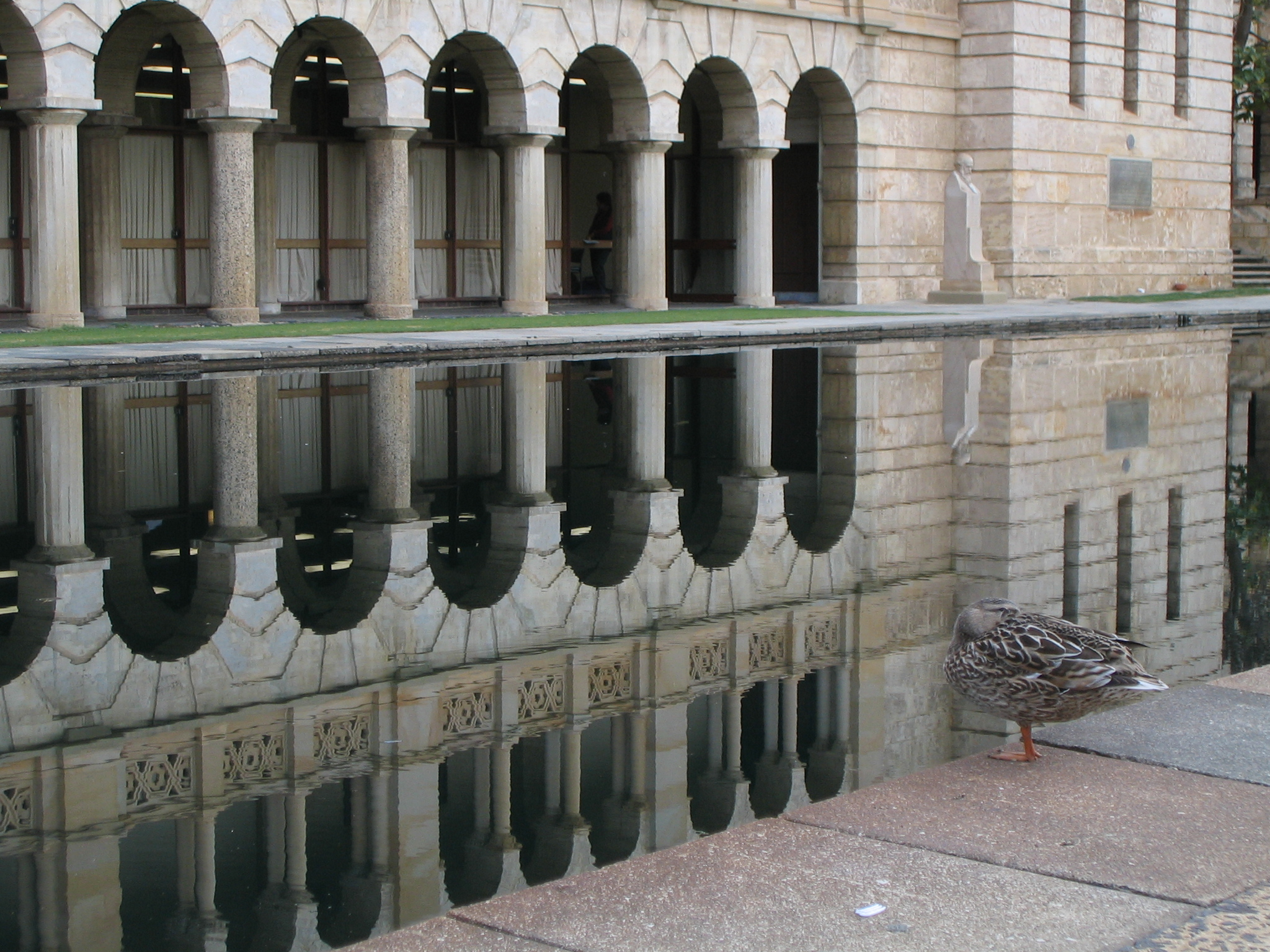
Дзеркальний басейн в Університеті Західної Австралії
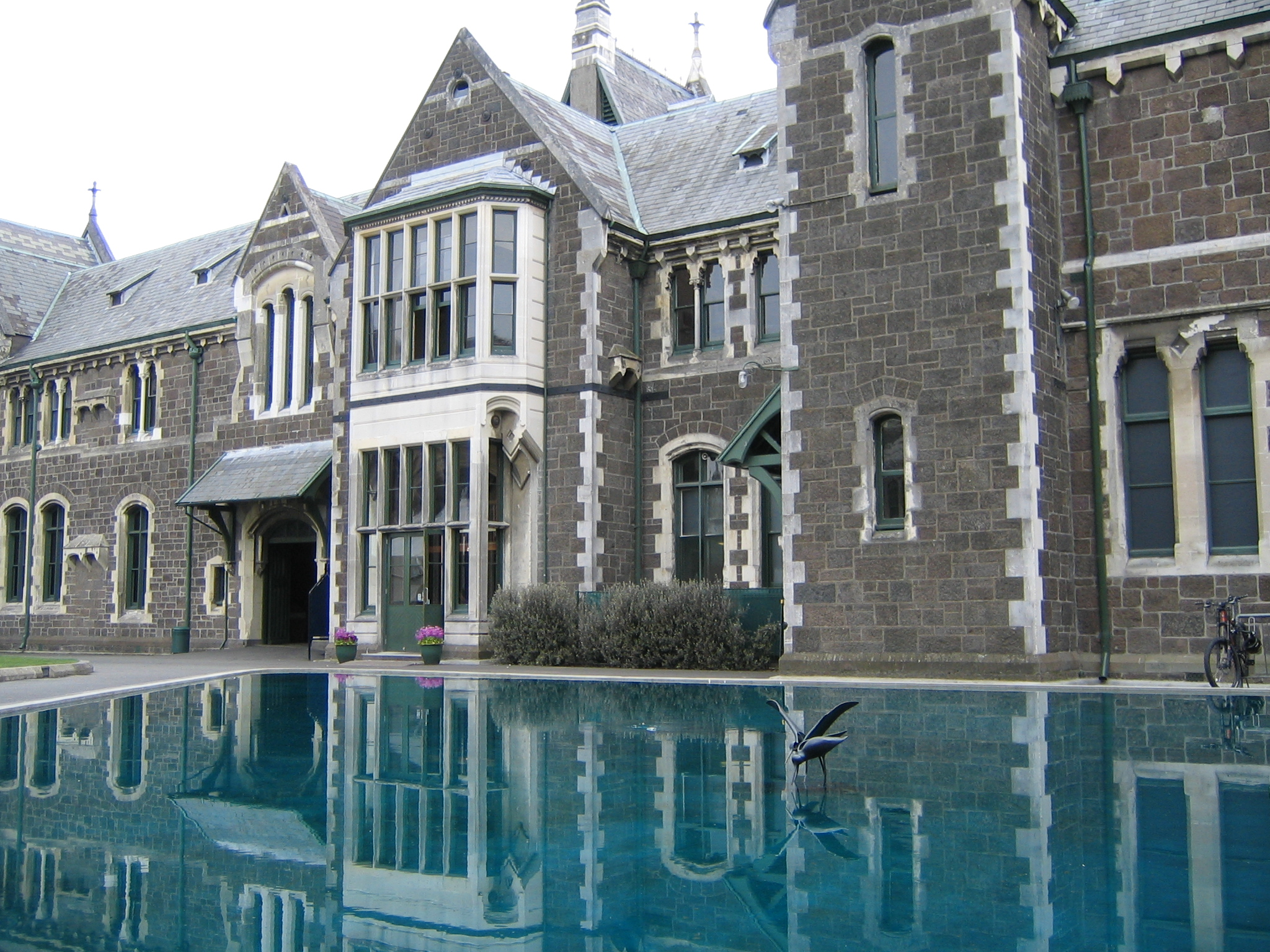
Дзеркальний басейн у центрі мистецтв Крайстчерча в Новій Зеландії
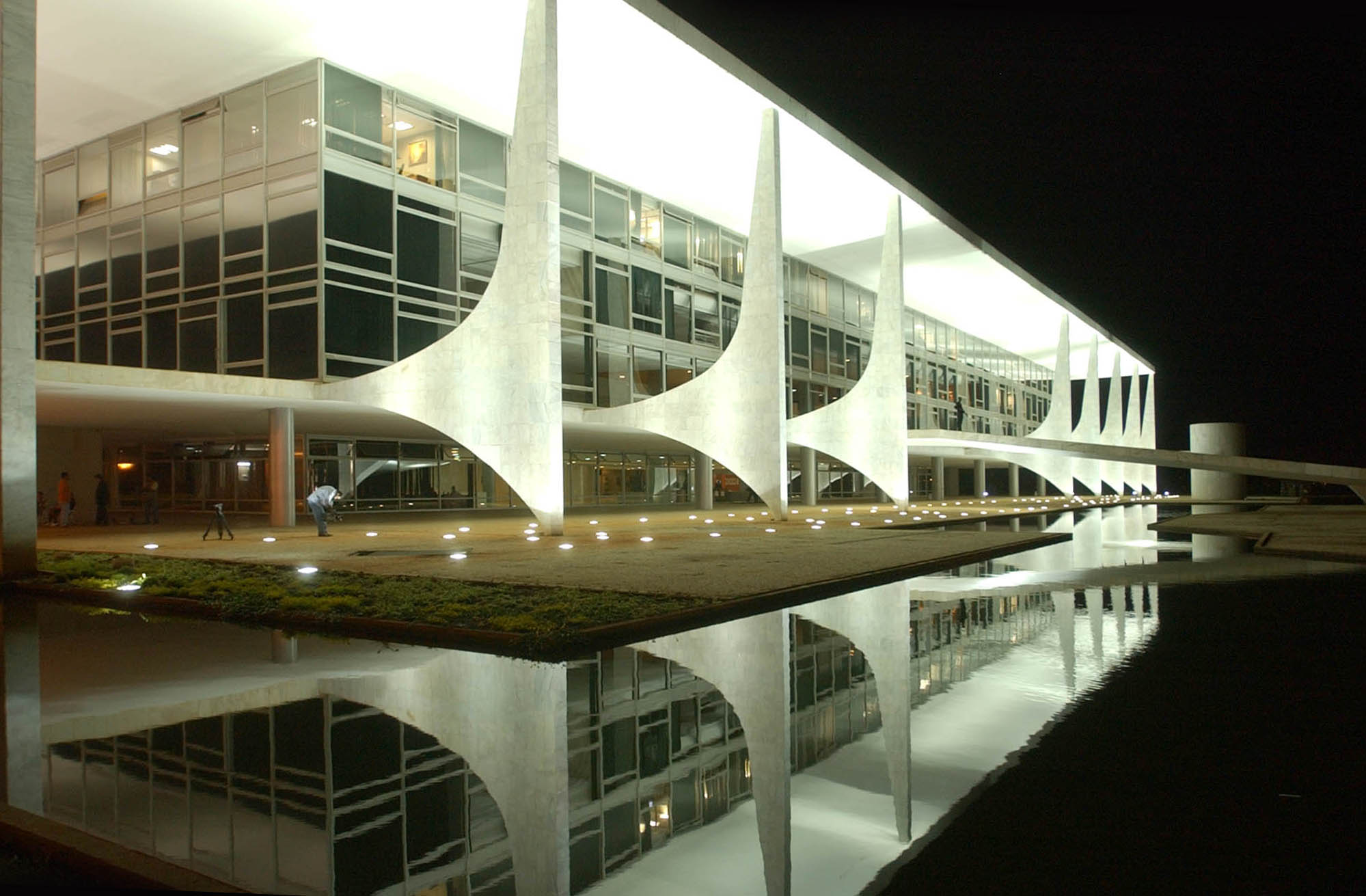
Дзеркальний басейн Палацу Планалту в столиці Бразилії

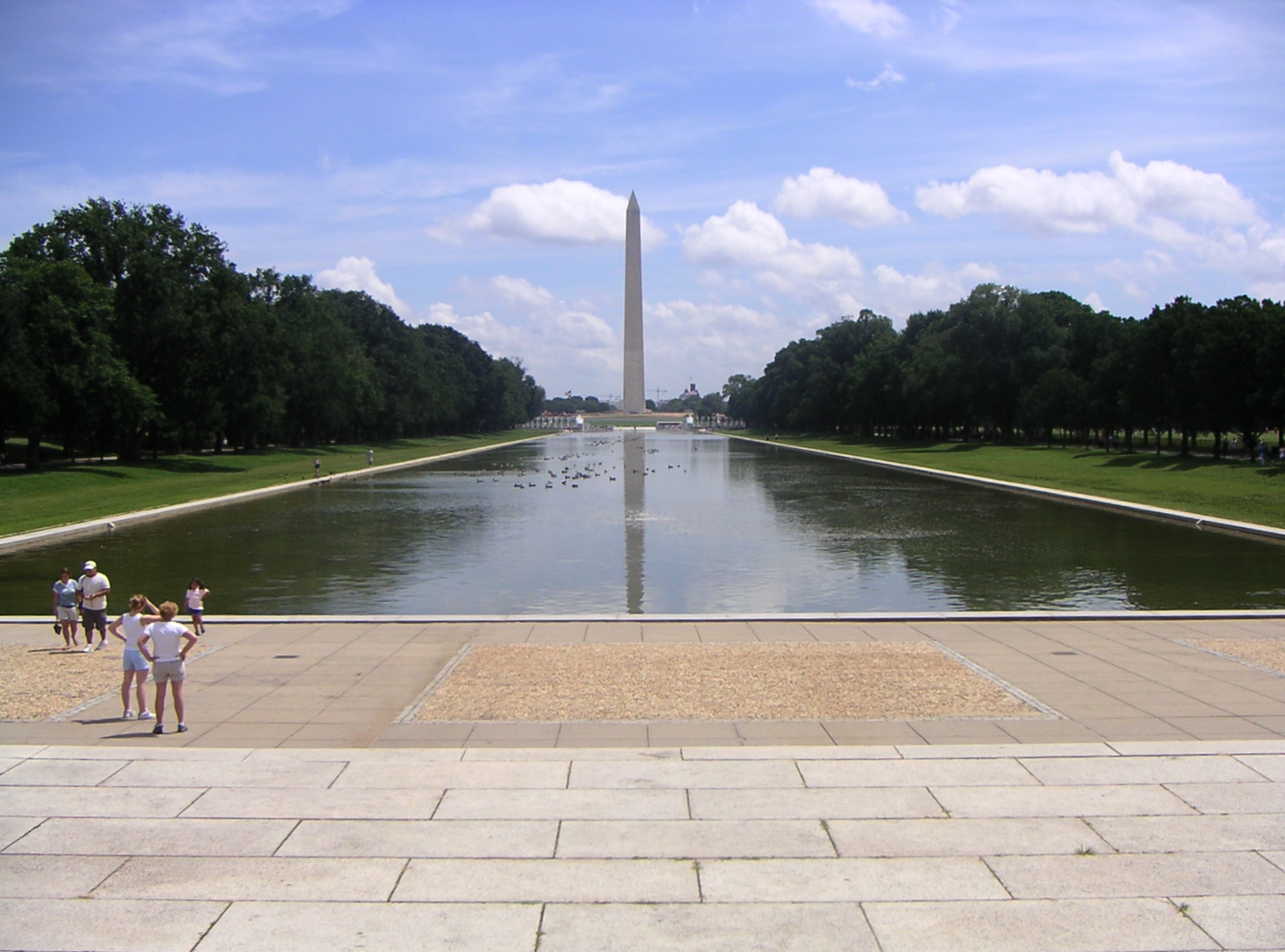
Монумент Вашингтона, Вашингтон, округ Колумбія
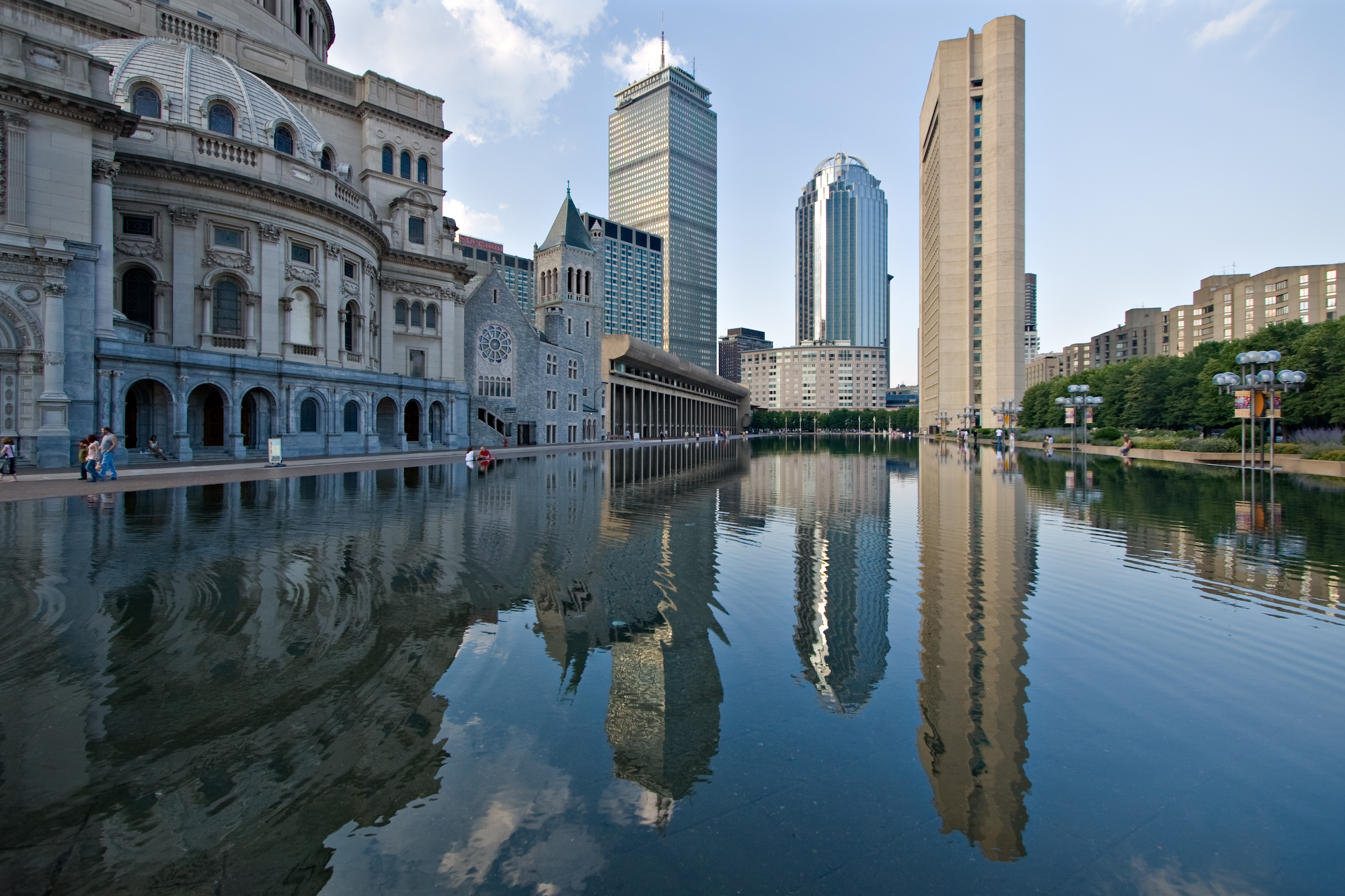
Дзеркальний басейн у Християнській науковій церкві в Бостоні, штат Массачусетс
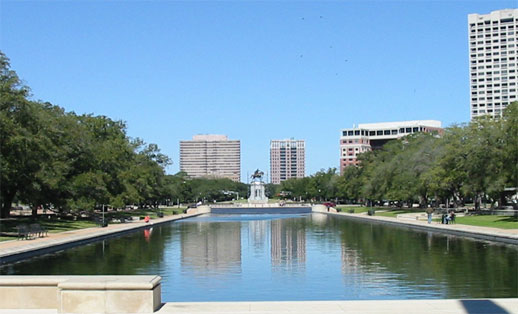
Дзеркальний басейн Мері Гіббс та Джессі Джонса в парку Германна, Х'юстон, Техас
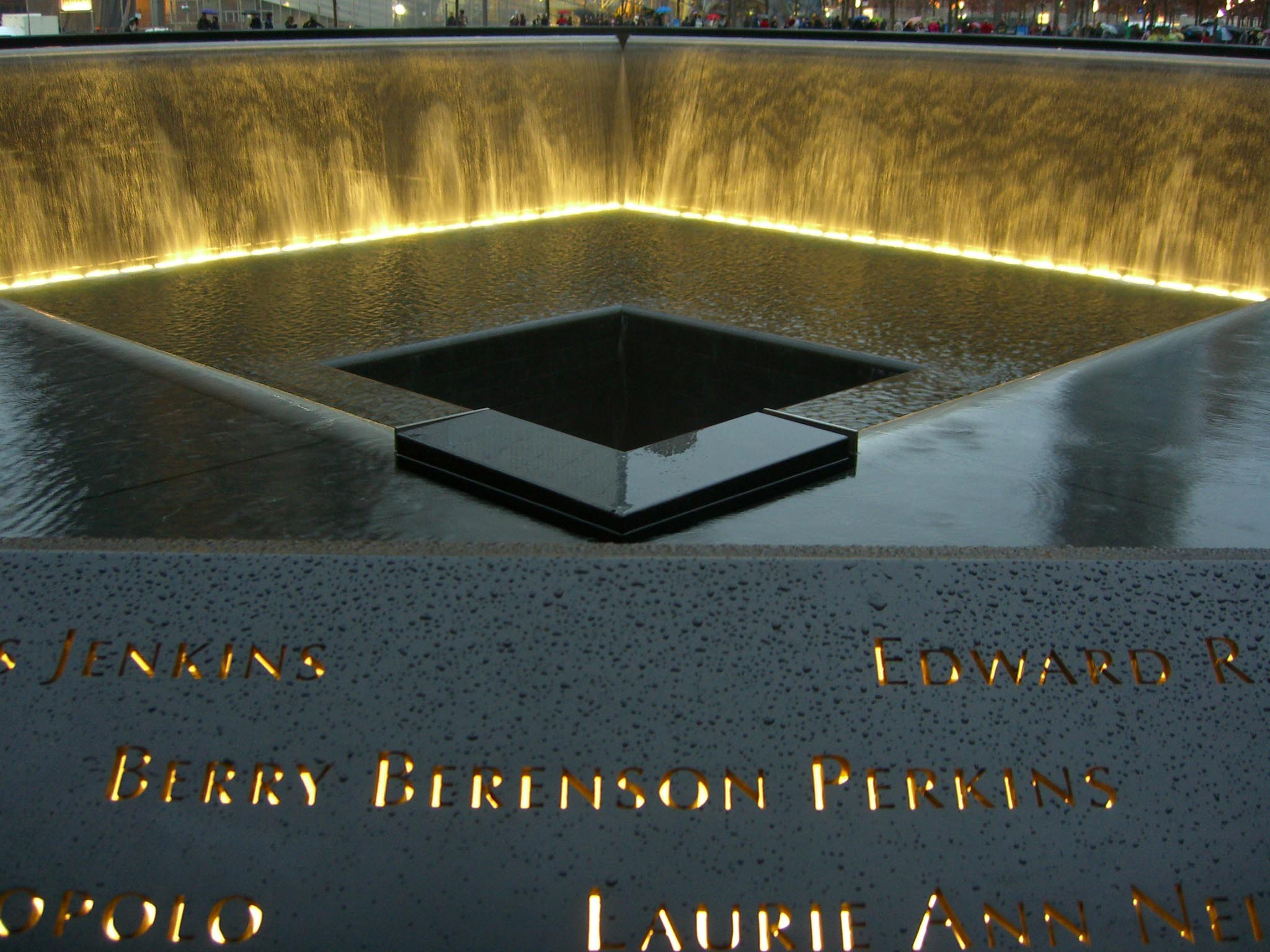
Монумент 11 вересня, Всесвітній торговий центр, Нью-Йорк